# グスターヴ・エネストレーム
グスターヴ・ヤルマル・エネストレーム（典: Gustav Hjalmar Eneström、1852年9月5日 - 1923年6月10日
）あるいはグスタフ・エネストレーム（典: Gustaf Hjalmar Eneström）は、スウェーデンの数学者、統計家、数学史家。レオンハルト・オイラーの作品を分類するためにエネストレーム番号（Eneström number, Eneström index）を開発した。多くの歴史学者はオイラーの作品をエネストレーム数によって参照している。
1871年、ウプサラ大学にて学士（filosofie kandidat）を獲得し、1875年ウプサラ大学図書館、1879年スウェーデン国立図書館に職務を得た。
1884年に専門を数学史とする雑誌 Bibliotheca Mathematicaを創刊し、エネストレームの財産からも一部費用が賄われた。また、数学史に関して、エネストレームはモーリッツ・カントールの立場を批判したことでも知られている。
掛谷宗一とともにエネストレーム-掛谷の定理と呼ばれる、実多項式の根を含むアニュラスを定める定理について証明した。複素数zを変数とし、実数係数が0≤ a0 ≤ a1 ≤ ... ≤ anを満たすn次の多項式
{\displaystyle P(z)=\sum _{k=0}^{n}a_{k}z^{k}}
について、Pのすべての根は円板|z| ≤ 1内にある。
1923年、ジョージ・サルトン は、"No one has done more for the sound development of our studies"（私たちの研究の発展にこれほど貢献した人はいない）、"the very presence of Eneström obliged every scholar devoting himself to the history of mathematics to increase his circumspection and improve his work."（エネストレームの存在は、数学史に身を捧げるすべての学者に、より慎重になって仕事を改善する義務を負わせた）と述べている。
エネストレームのフラグメンの投票ルールに似た投票法を開発した。